# Campo di Trens (stacja kolejowa)
Campo di Trens (wł. Stazione di Campo di Trens, niem: Bahnhof Freienfeld) – stacja kolejowa w Freienfeld, w prowincji Bolzano, w regionie Trydent-Górna Adyga, we Włoszech. Znajduje się na linii Werona – Innsbruck.
Według klasyfikacji RFI ma kategorię brązową.